# Die böse Macht
Die böse Macht oder Nicht gegen Fleisch und Blut allein (Originaltitel That Hideous Strength) ist der Titel eines 1945 erschienenen Romans des britischen Literaturprofessors und Schriftstellers C. S. Lewis. Es handelt sich dabei um den dritten Roman der Perelandra-Trilogie, einer Science-Fiction-Trilogie. Der Roman verbindet die Themen seiner beiden Vorgänger mit dem britischen Artus-Mythos.

## Handlung
Als das N.I.C.E., das National Institute of Coordinated Experiments, den Bragdon-Wald bei Edgestow aufkauft, in dessen Nähe das uralte Bracton-College liegt, sind die Fachleute und Kenner der Geschichte dieser Gegend alarmiert – und nicht nur sie. Die Eingeweihten vermuten mit Recht, dass die Errichtung der modernen Forschungsinstitute nur ein Vorwand ist, sich gewisser Mittel zu bemächtigen, die als Erbe aus keltischer Zeit unter dem Wald begraben liegen. Hier soll einst Merlin, der Zauberer aus König Artus’ Tafelrunde, gewirkt haben, der mächtigste Magier aller Zeiten. Die Hölle droht aufzubrechen, wenn die skrupellosen Manager des N.I.C.E. in Besitz des Zaubers aus grauer Vorzeit gelangen.

## Hintergrund
Im Roman wird erwähnt, dass der Zauberer Merlin aus dem untergegangenen Atlantis nach Britannien gekommen sei. Die versunkene Insel wird dabei an mehreren Stellen „Numinor“ genannt, es handle sich dabei um „den wahren Westen“. Dabei handelt es sich um einen Bezug auf Númenor, ein untergegangenes Inselreich, das von J. R. R. Tolkien, mit dem Lewis befreundet war, erdacht wurde. Tolkiens Roman Der Herr der Ringe, durch den Númenor einer breiteren Leserschaft bekannt wurde, erschien allerdings erst 1954/55. Lewis war, als er Die böse Macht veröffentlichte, davon ausgegangen, dass Tolkiens Werk auch bald erscheinen würde. Die falsche Schreibung rührte daher, dass Lewis das Wort nie las, sondern nur gesprochen vernommen hatte. Tolkien selbst hatte hinsichtlich dieser Bezugnahme allerdings gemischte Gefühle. In einem Brief an Hugh Brogan, dem die Anspielung aufgefallen war und der sich bei Tolkien danach erkundigte, sprach er sogar von „plagiarism“.